# Tourrettes-sur-Loup
Tourrettes-sur-loup es una comuna francesa y localidad artesana situada cerca de Grasse. 
El pueblo se define por la presencia de edificios románicos y medievales así por un entorno natural definido por ser la parte más baja de los Alpes Marítimos.

## Demografía
| 1 169 | 1 180 | 1 099 | 1 115 | 1 179 | 1 273 | 1 211 | 1 061 | 1 026 | 1 027 | 1 179 | 979 | 1 022 | 976 | 921 | 1 476 | 912 | 1 049 | 875 | 1 044 | 881 | 933 | 834 | 810 | 734 | 894 | 1 115 | 1 548 | 2 267 | 2 727 | 3 449 | 3 870 | 4 199 | 4 312 |
| Para los censos de 1962 a 1999 la población legal corresponde a la población sin duplicidades (Fuente: INSEE [Consultar]) |       |       |       |       |       |       |       |       |       |       |     |       |     |     |       |     |       |     |       |     |     |     |     |     |     |       |       |       |       |       |       |       |       |